# One Night Only (album des Bee Gees)
Pour les articles homonymes, voir One Night Only.
Albums de Bee Gees
Still Waters
(1997) This Is Where I Came In
(2001)
One Night Only est un album live des Bee Gees sorti également en vidéo sous format DVD. Il contient la performance du groupe lors de son concert au MGM Grand de Las Vegas en 1997, durant laquelle sont joués la plupart de leurs plus grands hits. La première version CD ne contient pas l'intégralité du concert; la version DVD, elle, contient la totalité des chansons jouées. La réédition de l'album en 1999 inclut un CD avec les morceaux manquants.
Le concert est composé d'une sélection de chansons couvrant leurs différentes époques des années 1960 aux années 1990. Ils ont également interprété une chanson hommage à leur défunt frère Andy Gibb, « (Our Love) Don't Throw It All Away » ; au cours de cette chanson, des images, certaines anciennes, sont projetés et grâce à un montage, il chante le deuxième couplet avec ses frères. Céline Dion fait une apparition en tant qu'invitée vedette sur la chanson « Immortality ». La voix préenregistrée de Frankie Valli est mixée sur la chanson « Grease ».
Le titre de l'album a été choisi pour annoncer que le concert de Las Vegas et les autres dates de la tournée sur chaque continent est leur dernière prestation en concert. L'arthrite de Barry, l'empêchant de continuer à jouer, a motivé ce format de tournée composé de concerts isolés sur chaque continent de « seulement une nuit ».

## Liste des pistes
Toutes les chansons ont été écrites par Barry Gibb, Maurice Gibb et Robin Gibb, exceptées celles qui sont annotées.
1. Intro: You Should Be Dancing/Alone - 5:47
2. Massachusetts - 2:32
3. To Love Somebody (Barry Gibb, Robin Gibb) - 3:10
4. Words - 3:27
5. Closer Than Close - 3:30
6. Islands in the Stream - 3:47
7. (Our Love) Don't Throw It All Away (featuring Andy Gibb) (Barry Gibb, Blue Weaver) - 3:52
8. Night Fever/More Than a Woman - 3:26
9. Lonely Days - 3:44
10. New York Mining Disaster 1941 (Barry Gibb, Robin Gibb) - 2:15
11. I Can't See Nobody - 1:30
12. And the Sun Will Shine - 1:54
13. Nights on Broadway - 1:05
14. How Can You Mend a Broken Heart? (Barry Gibb, Robin Gibb) - 3:27
15. Heartbreaker - 1:05
16. Guilty - 2:21
17. Immortality (featuring Celine Dion) - 4:46
18. Tragedy - 4:28
19. I Started a Joke - 2:48
20. Grease (featuring Frankie Valli) (Barry Gibb) - 2:43
21. Jive Talkin' - 4:19
22. How Deep Is Your Love - 3:54
23. Stayin' Alive - 3:59
24. You Should Be Dancing - 4:12

### Réédition en 1999 avec CD Bonus comprenant les chansons coupées
1. « I've Gotta Get a Message to You » - 4:08
2. « One » - 4:38
3. « Still Waters Run Deep » - 3:26
4. « Morning of My Life (In the Morning) » (Barry Gibb) - 3:10
5. « Too Much Heaven » - 1:58
6. « Run to Me » - 1:19

### Programme DVD détaillé
- Partie 1 :
  - Ouverture en fondu sur l'introduction avec à l'image :
    - Le titre « Bee Gees - One Night Only »
    - Vue du MGM Grand
    - Vidéos des répétitions sur fond de musique d'introduction et un dialogue entre les frères

1. « You Should Be Dancing » (version courte) et enchaînement direct sur la chanson suivante
2. « Alone »

- Speech de Barry

1. « Massachusetts »
2. « To Love Somebody »
3. « I've Gotta Get a Message to You »
4. « Words »
5. « Closer Than Close »
6. « Islands in the Stream »
7. « One »
8. « (Our Love) Don't Throw It All Away »
9. « "Night Fever / More Than a Woman »
10. « "Still Waters »
11. « "Lonely Days »

- Partie 2 : pot-pourri acoustique
- Partie 3 :

1. « Immortality »
2. « Tragedy »
3. « I Started a Joke »
4. « Grease »
5. « Jive Talkin' »
6. « How Deep Is Your Love »
7. « Stayin' Alive »
8. « Stayin' Alive » (Instrumental)

- Rappel
- Final :

1. Présentation des musiciens et remerciements
2. « You Should Be Dancing »

- Instrumental et Crédits
- Fin en fondu sur l'instrumental et la sortie de scène des Bee Gees.

- Bonus DVD : Interview des Bee Gees 18 min (sous-titrée) + mini concert de 13 min : .Medley- Heartbreaker/Guilty/Chain Reaction + How Deep Is Your Love + Jive Talkin'

## Dates des concerts de la tournéeOne Night Only
- 14 novembre 1997 : Las Vegas, USA
- 29 août 1998 : Dublin, Irlande
- 5 septembre 1998 : Londres, Grande Bretagne
- 17 octobre 1998: Buenos Aires, Argentine
- 28 novembre 1998: Pretoria, Afrique du Sud
- 20 mars 1999 : Auckland, Nouvelle-Zélande
- 27 mars 1999 : Sydney, Australie

## Les Bee Gees
- Barry Gibb : Guitares, chant
- Robin Gibb : Chant
- Maurice Gibb : Claviers, guitare, chant

## Invités
- Andy Gibb chant sur (Our Love) Don't Throw It All Away
- Céline Dion chant sur Immortality
- Frankie Valli chant sur Grease

## Les musiciens
- Alan Kendall guitare
- Stephen Gibb guitare
- Tim Cansfield guitare
- Matt Bonelli basse
- Ben Stivers synthétiseur
- John Merchant synthétiseurs additionnels hors scène
- Stephen Rucker batterie